# Књига о Товиту
Књига о Товиту (грч. Τοβίτ), такође позната и као Књига о Товији или само Товит, историјска је књига Светог Писма Старог завета. Припада девтероканонским књигама, које су део библијског канона код православаца и римокатолика, а неканонске су за Јевреје и већину протестаната. Представља дело јеврејског верског предања које је настало у периоду 3. века или почетком 2. века п. н. е, највероватније на арамејском језику.
Ова књига говори о томе како Бог искушава своје верне, одговара на молитве и штити изабрани народ Израиљ. То се у делу постиже кроз казивање приче о две јеврејске породице, Товитовој породици из Ниниве и породици Саре из Екватана. Товитов син Товија (из грчког Τωβίας Товијас, од хебрејског טוביה Товјах „Јахве је добар”) послат је да врати десет сребрних таланата које је Товит једном оставио у Раги, граду у Медији. Вођен и усмераван арханђелом Рафаилом, Товија стиже у Екватану где упознаје Сару. Њу је опсео демон Асмодеј и он убија сваког за кога она реши да се уда. Међутим, код Товије то не успева, јер он уз помоћ арханђела Рафаила успева да истера демона и да ожени Сару. Након тога, они се враћају у Ниневију где Товита исцељују од слепила.
Већина научника сматра ову књигу за дело фикције, које укључује неке од историјских догађаја.
Књига о Товиту је једини текст Светог Писма, у коме се у односу на Земљу Обећану примењује епитет „земља Авраамова”.
При археолошким истраживањима у Кумрану, откривена су четири рукописа Књиге Товита на арамејском и један рукопис на старојеврејском језику.

## Структура и сажетак
Књига садржи три велика наративна дела, почиње прологом, а завршава се епилогом:
- Пролог (1:1-2)
- Ситуације у Ниневији и Екватани (1:3-3:17)
- Товијино путовање (4:1-12:22)
- Товитови хвалоспеви и његова смрт (13:1-14:2)
- Епилог (14:3-15)

(Сажето из Бенедикт Отзен, „Товит и Јудита”)
Пролог говори читаоцу о чему прича говори, да је то прича о Товиту из племена Нафталимова, ког су Асирци прогнали у Ниневију. Он се увек држао Мојсијевих заповести и односио дарове у Јерусалимски храм све до катастрофе изазване асирским освајањима. Био је ожењен Аном и са њом је имао сина Товију. Товит, побожан човек, сахрањивао је мртве Јевреје, али једног поподнева ослепела га је птица. Од тада постаје завистан од своје супруге, коју оптужује за крађу, и моли се за своју смрт. У међувремену, његова рођака Сара, која живи у далекој Екватани, такође се моли за своју смрт, јер је демон Асмодеј убијао сваког њеног младожењу на вече њиховог венчања. Због тога, она бива оптужена за њихову смрт. Бог је чуо њихове молитве и послао арханђела Рафаила да им помогне. Товија бива послат да поврати новац од рођака, а арханђел Рафаил, прерушен у човека по имену Азарија, нуди се да га прати на том путу. На свом путу, упецали су рибу у реци Тигар, за коју Азарија говори Товији следеће: да дим од њеног срца и јетре може да истера демоне, а да њена жуч може да излечи слепило. Када стижу у Екватану и упознају Сару, дешава се оно што је Азарија и предвидео, протерују демона Асмодеја. Товија и Сара се венчавају, Товија постаје богат и враћају се у Ниневију (Асирију) где их Товит и Ана дочекују. Товит бива излечен, а Рафаил/Азарија одлази након што налаже Товиту и Товији да благосиљају Бога и говоре јеврејском народу о свему што се догодило, да се моле и посте и да дају милостињу. Товит се моли Богу за људе које је Бог казнио изгнанством и пророче да ће им Бог указати милост, и да ће обновити Храм ако му се врате.
У епилогу, Товит говори Товији да ће Ниневија бити уништена као пример сваке моралне искварености; исто тако, Израиљ ће опустети, а Храм ће бити уништен, мада ће Израиљ заједно са Храмом бити обновљени. Стога, Товија би требало да напусти Ниневију, а он и његова деца треба да живе праведно.

## Значај
Књига о Товиту сматра се за приповетку са неким историјским елементима комбинованим са молитвама, моралним поукама, хумором и авантуром, уз елементе традиције, философије, путописа, романсе и комедије.  Понудила је Јеврејима у изгнанству упутства како да поврате свој идентитет, а њена порука јесте да Бог искушава веру људи, слуша њихове молитве и искупљује изабрани народ, у овом случају Јевреје.
Ове књига се чита у латинским богослужбеним обредима, а њени мотиви се такође употребљавају у православном богослужењу. Због молитви у овој књизи које се односе на чистоту брака, често се чита за време венчања у обредима многих деноминација. Доктринарно, књигу цитирају као поткрепљење учења о заступништву анђела, побожности синова, давању десетка, милостињи и поштовању умрлих.

## Композиција и рукописи
Ова прича из Књиге о Товиту смештена је у временски период 8. века п. н. е, али сама књига датира из периода између 225. и 175. године п. н. е. Не постоји потпуна сагласност међу научницима о пореклу ове приче („скоро сви региони античког света могу се узети у обзир”); месопотамијско порекло звучи као најлогичније с обзиром да се радња одвија у Асирији и Персији, а помиње и персијског демона "aeshma daeva", поменутог Асмодеја. Међутим, рукопис садржи многе географске грешке у детаљима (као на пример дистанца између Екватане и Раге), а аргументи за и против јудејске или египатске верзије, такође, постоје.
Постоји и грча верзија Књиге о Товиту, једна (Sinaiticus) дужа од друге (Vaticanus и Alexandrinus). Арамејски и хебрејски фрагменти ове књиге (још није јасно утврђено који је био изворни језик) пронађени су међу свицима у Кумрану, Мртво море, са тенденцијом да се ускладе са дужом или синаитском верзијом, која у новије време представља основу свих превода на енглески језик.

## Канонски статус
Ове јеврејске књиге које постоје у Септаугинти, а нема их у јеврејском масоретском канону Библије назване су девтероканон, у значењу „други канон”. Како протестанти прате масоретски канон, они стога не укључују Товита у њихов стандардни канон, али препознају је у категорији списа „дугог канона” које називају апокрифима.
Римски сабор (382. године), сабор у Хипону (393. године), у Картагини (397. године), сабор у Флоренци (1442. године) и Тридентски сабор (1546. године) проглашавају Књигу о Товиту за канонски спис. Она је део канона Библије и Римокатоличке и Православне цркве.
Блажени Августин (397. године) и Папа Иноћентије I (405. године) прихватају Књигу о Товиту као део Старог завета. Свети Атанасије александријски (367. године) помиње да, иако Књига о Товиту није део канона, „препоручена је од стране Отаца за читање”.
Шести члан од 39 чланова Енглеске цркве, сврстава ову књигу у апокрифе.Није сасвим познато зашто ова књига није уврштена у хебрејску Библију. Предложена објашњења су укључивала њену старост (ово се више не разматра), њене могуће самарјанске корене, кршења ритуалних закона (ово се односи на приказ брачног уговора Товије и његове невесте који је написао њен отац, а не њен младожења). Међутим, налази се у грчком преводу јеврејским списима, Септуагинти, из којег је усвојена у хришћански канон крајем 4. века.

## Утицај
Место Књиге о Товиту у хришћанском канону омогућило јој је да утиче на теологију, уметност и културу у Европи. Често је била коришћена од стране раних црвених отаца, а мотив Товије и рибе (риба као симбола Христа) био је јако популаран и у уметности и у теологији. Посебно вредни пажње у овом контексту јесу Рембрантови радови, који је, иако припадник Холандске реформаторске цркве, био заслужан за серију слика и цртежа који илуструју мотиве из ове књиге.